# Most Jiangyin
Most Jiangyin (kitajsko: 江陰 長江 大橋) je viseči most čez reko Jangce v Jiangsu, Kitajska. Most ima glavni razpon dolg 1385 metrov in povezuje Jiangyin južno od reke z Jingjiangom na severu. Ko je bil most končan v letu 1999, je bil četrti najdaljši viseči most na svetu in najdaljši na Kitajskem. Nekaj večjih mostov je bilo zgrajenih na Kitajskem in v tujini, vendar se še vedno uvršča med deset najdaljših mostov na svetu. Je bil prvi super velik viseči most z jeklenimi škatlastimi nosilci, ki se razteza čez več kot en kilometer na Kitajskem.

## Lokacija
Nahaja se v središču province Jiangsu, v trasi hitre ceste G2 Peking-Šanghaj. Ima po tri prometne pasove v vsaki smeri in pločnik za vzdrževanje. Lokacija je bila izbrana zaradi ozke širine reke. Višina za rečno plovbo znaša 50 metrov.
Most je bil lociran tudi najdlje po reki Jangce navzdol do izgradnje mostu Sutong v letu 2008 in mostu Chongming-Qidong v letu 2011.

## Zgodovina
Most je bil načrtovan tako, da bi bil končan do obeležitve 50. obletnice kitajske revolucije iz leta 1947. Dela na temeljenju so se začela leta 1994. Inženiring, proizvodnja in gradnja mostu je trajala nekaj manj kot tri leta. Betonski piloni so visoki 190 metrov, približno toliko znaša 60 nadstropna stavba. Glavni razpon je zgradila Cleveland Bridge & Engineering Company in je izdelan iz ploščatih poenostavljenih jeklenih škatlastih nosilcev. Jeklena voziščna konstrukcija je bila postavljena z dvigom montažnih enot, ki so tehtale do 500 ton s priključki. V Goodwin Steel Castings so izdelali kabelske pasove za most.
Celotna naložba mostu je ocenjena na 2.728.000.000 juanov. Most so odprli 28. septembra 1999. Jiang Zemin (generalni sekretar Komunistične partije Kitajske od 1989 do 2002) je most poimenoval in prerezal trak. 
Nadgradnja in prilagajanje sistema za spremljanje stanja konstrukcije mostu Jiangyin je bil izvajan z uporabo sistema za spremljanje GPS Leica Geosystems, ki se osredotoča na spremljanje geometrijske oblike segmenta nosilca in premike pilonov. Postavljenih je bilo več GPS nadzornih postaj z naprednimi aplikacijami in programsko opremo.
Leta 2002 je most prejel nagrado na mednarodni konferenci o mostovih za "... izjemen dosežek v mostov, da skozi vizijo in inovacije, zagotavlja ikono za skupnost, za katerega je bil oblikovan".